# Бездух Ігор Богданович
І́гор Богда́нович Бездух — молодший сержант Збройних сил України, учасник російсько-української війни.

## З життєпису
Станом на березень 2018 року — радіотелеграфіст радіостанції радіогрупи інформаційно-телекомунікаційного вузла, Львівський обласний військовий комісаріат. Проживає у місті Львів з дружиною, донькою та сином.

## Нагороди
за особисту мужність і героїзм, виявлені у захисті державного суверенітету та територіальної цілісності України, вірність військовій присязі під час російсько-української війни, відзначений — нагороджений
- 27 червня 2015 року — орденом «За мужність» III ступеня,